# نیکولینتسی
نیکولینتسی (به صربی: Nikolinci) یک منطقهٔ مسکونی در صربستان است که در Alibunar Municipality واقع شده‌است. نیکولینتسی ۱٬۲۴۰ نفر جمعیت دارد و ۹۲ متر بالاتر از سطح دریا واقع شده‌است.